# フィル・エマニュエル
フィリップ・アーネスト・エマニュエル (Phillip Ernest Emmanuel, 1952年7月6日 – 2018年5月24日) は、
オーストラリア人ギタリスト。1952年7月6日オーストラリア・ニューサウスウェールズ州Dorrigo生まれ。2018年5月24日ニューサウスウェールズ州Parkesにて没。Tommy Emmanuel（トミー・エマニュエル）は弟。